# اچ‌ام‌آی‌اس خیبر (جی۱۹۰)
اچ‌ام‌آی‌اس خیبر (جی۱۹۰) (به انگلیسی: HMIS Khyber (J190)) یک کشتی بود که طول آن ۱۶۲ فوت (۴۹٫۴ متر) بود. این کشتی در سال ۱۹۴۲ ساخته شد.